# 호른군

호른군의 위치

호른군(독일어: Bezirk Horn)은 오스트리아 니더외스터라이히주에 위치한 군으로 행정 중심지는 호른이며 면적은 784.00km2, 인구는 31,052명(2023년 기준), 인구 밀도는 40명/km2이다. 동쪽으로는 홀라브룬군, 남쪽으로는 크렘스란트군, 남서쪽으로는 츠베틀군, 서쪽으로는 바이트호펜안데어타이아군과 접하며 북쪽으로는 체코와 국경을 접한다.

## 하위 행정 구역
4개 도시, 10개 시장도시, 6개 일반 시를 관할한다.
- 도시
  - 드로젠도르프치서스도르프(Drosendorf-Zissersdorf)
  - 에겐부르크(Eggenburg)
  - 게라스(Geras)
  - 호른(Horn)
- 시장도시
  - 부르크슐라이니츠퀸링(Burgschleinitz-Kühnring)
  - 가르스암캄프(Gars am Kamp)
  - 이른프리츠메세른(Irnfritz-Messern)
  - 야폰스(Japons)
  - 랑가우(Langau)
  - 페르네크(Pernegg)
  - 뢰슈니츠(Röschitz)
  - 지크문츠헤르베르크(Sigmundsherberg)
  - 슈트라닝그라펜베르크(Straning-Grafenberg)
  - 바이터스펠트(Weitersfeld)
- 일반 시
  - 알텐부르크(Altenburg)
  - 브룬안데어빌트(Brunn an der Wild)
  - 마이젤도르프(Meiseldorf)
  - 뢰렌바흐(Röhrenbach)
  - 로젠부르크몰트(Rosenburg-Mold)
  - 장크트베른하르트프라우엔호펜(St. Bernhard-Frauenhofen)